# Berg (姓氏)
人名Berg，在不同语言中译作贝格（法、德、西、俄、葡、罗、捷、挪、以、匈）、伯格（英）、贝尔赫（荷）、贝里（瑞典），可以指：
- 彼得·柏格（1962年3月11日－），美国演员、导演、制片人和编剧
- 希雅·埃米莉·伯格（1998年2月12日－），德国犹太现象学哲学家和赤脚加尔默罗修道院的修女
- 莫伊·貝格（1902年3月2日生於紐約市--1972年5月29日），美国职业棒球运动员
- 保羅·伯格（1926年6月30日－），美国生物化学家

|  | 本页或本分段罗列了姓氏为「Berg (姓氏)」的人物。 如果是一个指代特定个人的内链将您引导到本页，請考慮修正該人物的名字以將链接指向正確的條目。 |